# Saint François Longchamp
Saint François Longchamp ist eine französische Gemeinde mit 487 Einwohnern (Stand 1. Januar 2022) im Département Savoie in der Region Auvergne-Rhône-Alpes (vor 2016 Rhône-Alpes). Sie gehört zum Arrondissement Saint-Jean-de-Maurienne und zum Kanton Saint-Jean-de-Maurienne (bis 2015 La Chambre). Die Einwohner werden Inversaires genannt.
Die Gemeinde entstand mit Wirkung vom 1. Januar 2017 als Commune nouvelle durch die Zusammenlegung die bis dahin eigenständigen Kommunen Saint-François-Longchamp, Montaimont und Montgellafrey. Zur Differenzierung der früheren von der heutigen Gemeinde wird diese nun ohne Bindestriche geschrieben.

## Gliederung
| Ortsteil                                     | ehemaliger INSEE-Code | Fläche (km²) | Einwohnerzahl (2016) |
| -------------------------------------------- | --------------------- | ------------ | -------------------- |
| Montaimont                                   | 73163                 | 28,35        | 123                  |
| Montgellafrey                                | 73167                 | 19,36        | 078                  |
| Saint-François-Longchamp (Verwaltungssitz)00 | 73235                 | 12,97        | 288                  |

## Geographie
Saint François Longchamp liegt etwa 43 Kilometer südöstlich von Chambéry und etwa 51 Kilometer ostnordöstlich von Grenoble am Bugéon. Die Gegend ist ein großes Skigebiet. Umgeben wird Saint François Longchamp von den Nachbargemeinden Épierre im Norden und Nordwesten, La Léchère im Norden und Nordosten, Les Avanchers-Valmorel im Nordosten, Saint-Jean-de-Belleville im Osten, La Tour-en-Maurienne mit Pontamafrey-Montpascal im Süden, Saint-Avre im Südwesten, Saint-Martin-sur-la-Chambre und Notre-Dame-du-Cruet im Westen und Südwesten, Les Chavannes-en-Maurienne im Westen sowie La Chapelle im Westen und Nordwesten.

## Geschichte
1904 war die damalige Gemeinde Saint-François-Longchamp aus den Ortschaften Envers Epalud, Planey, Covatières, Bon-Mollard und La Cublière gebildet, indem sie aus der Gemeinde Montgellafrey herausgelöst wurden.

## Bevölkerungsentwicklung
| Ortschaft / Jahr         | 1962 | 1968 | 1975 | 1982 | 1990 | 1999 | 2006 1 | 2008 2 | 2011 1 | 2013 2 |
| Montaimont               | 382  | 249  | 191  | 128  | 132  | 136  | 151    | 065    | 066    | 157    |
| Montgellafrey            | 266  | 194  | 150  | 089  | 078  | 077  | 068    | 215    | 227    | 065    |
| Saint-François-Longchamp | 132  | 223  | 159  | 221  | 236  | 194  | 211    | 155    | 159    | 245    |
| Saint-François-Longchamp | 780  | 666  | 500  | 438  | 446  | 407  | 430    | 435    | 452    | 467    |

RP: Recensement de la population (Volkszählung, Census)

Die (Gesamt-)Einwohnerzahlen der Gemeinde Saint François Longchamp wurden durch Addition der einzelnen Ortsteile, d. h. der bis Ende 2016 selbständigen Gemeinden ermittelt.

## Sehenswürdigkeiten

### Saint-François-Longchamp
- Kapelle Sainte-Anne

### Montaimont
- Kirche von Montaimont
- Kapellen Notre-Dame von Beaurevers, Kapelle Saint-Bernard in Methon und Kapelle Sainte-Marguerite

### Montgellafrey
- Kirche Saint-Théodule, seit 1944 Monument historique
- Kapelle Les Charmettes

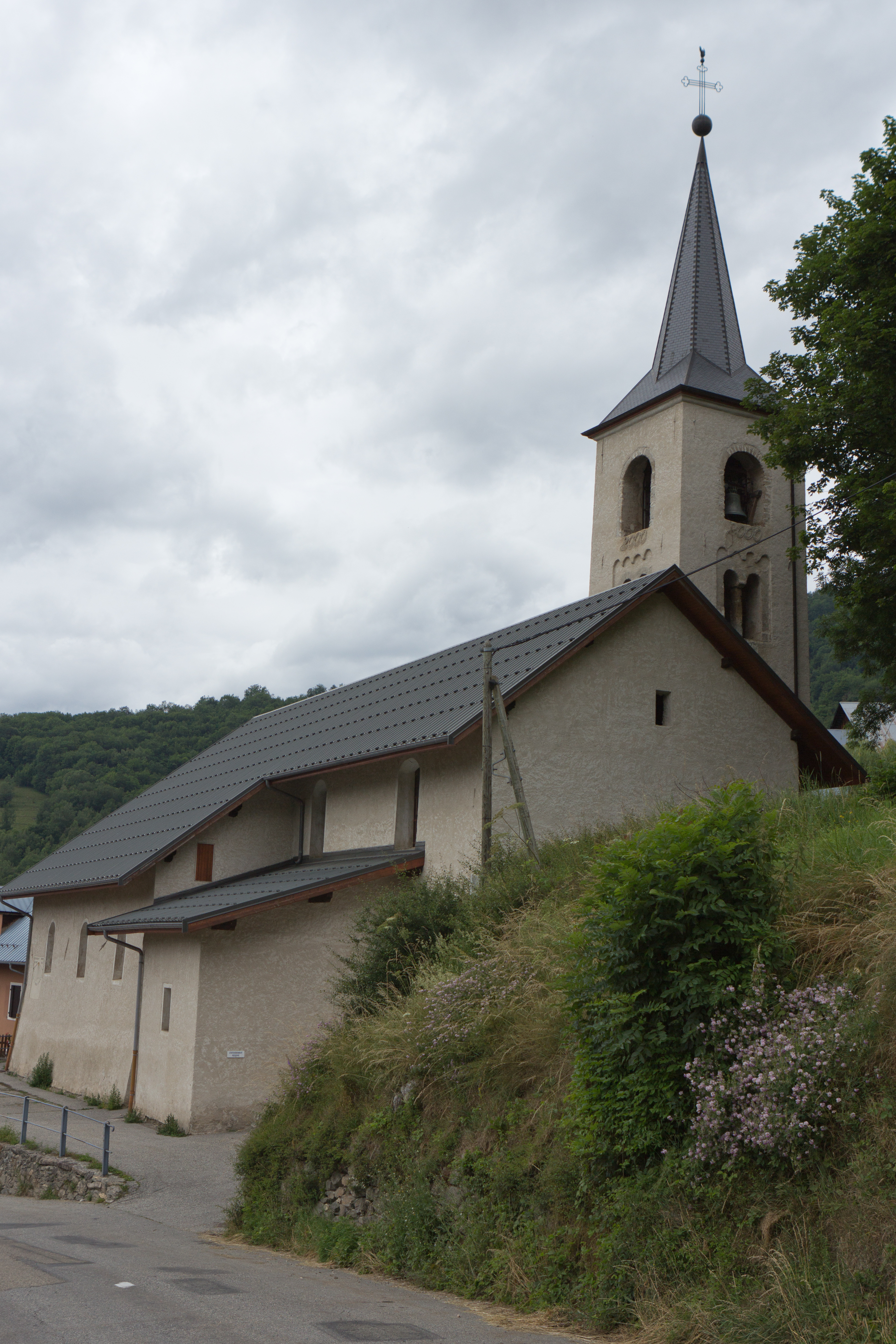
Kirche von Montaimont
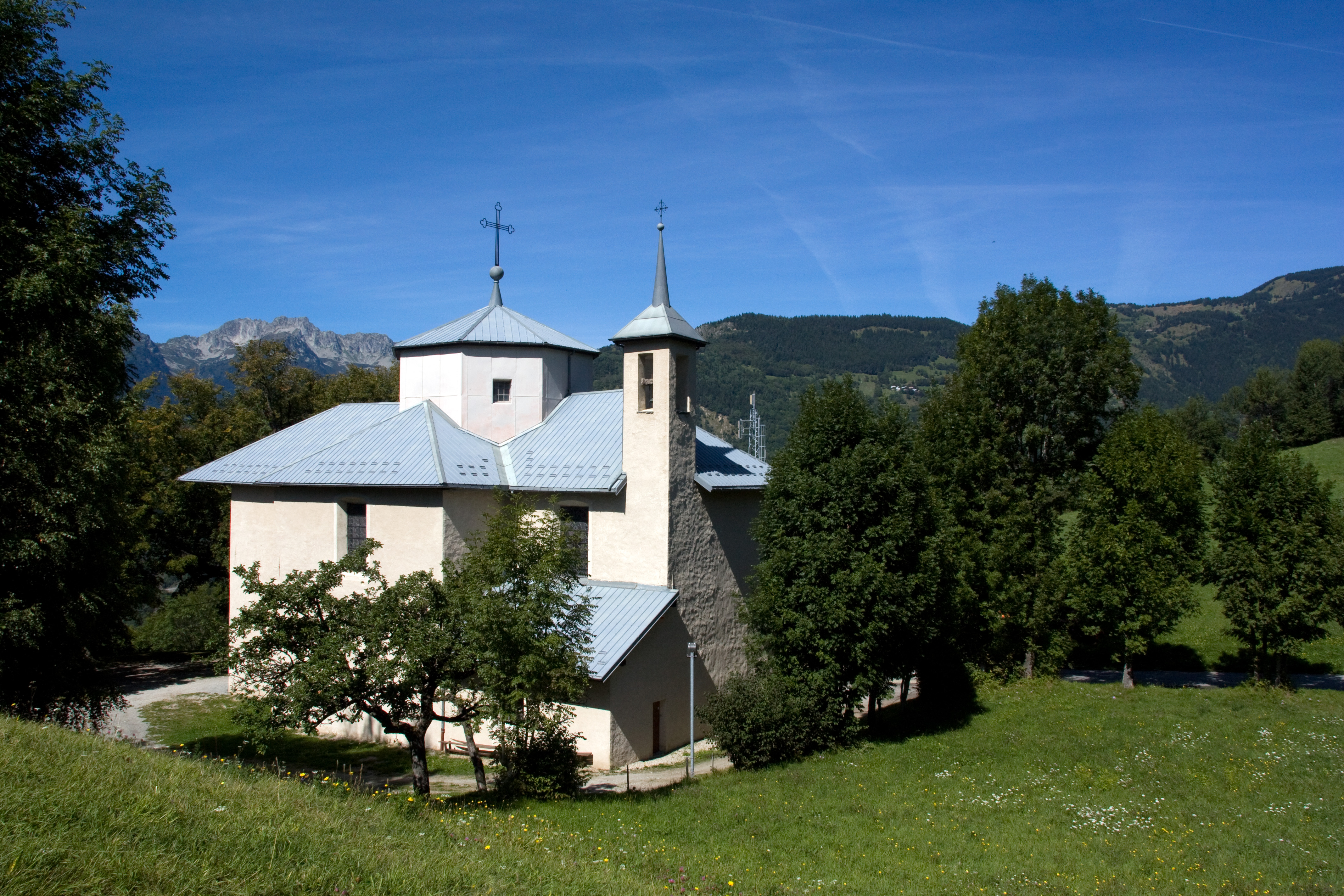
Kapelle Notre-Dame in Beaurevers
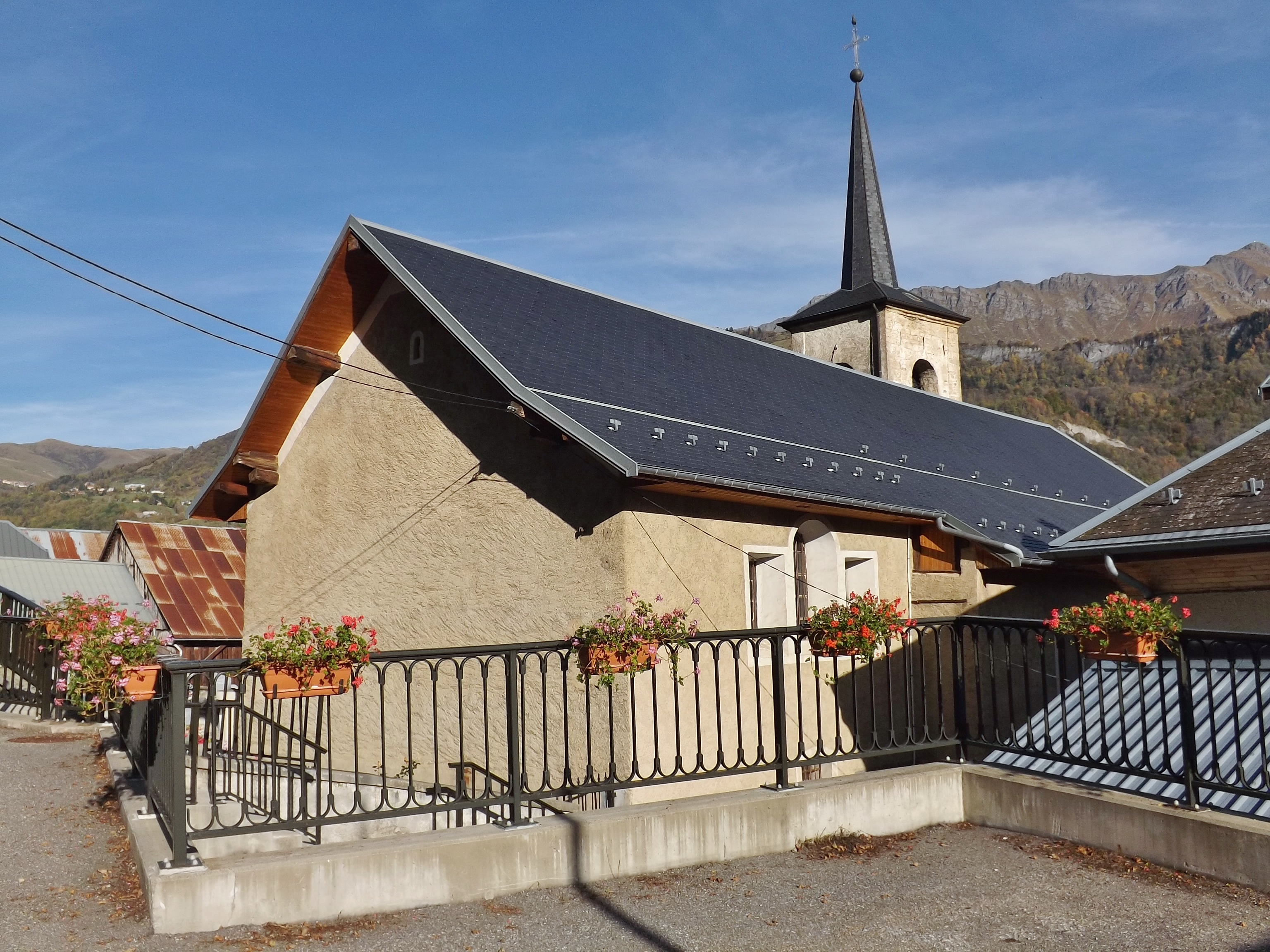
Kirche Saint-Théodule in Montgellafrey